# 斗鱼四尾虫
斗鱼四尾虫（学名：Tetrauronema macropodus）为四尾科四尾虫属的动物。在中国，分布于福建等，营寄生生活，寄生在圆尾斗鱼的鳃。